# Sintašta
Sintašta (in cirillico: Синташта?) è un sito archeologico dell'età del bronzo situato nell'Oblast' di Čeljabinsk in Russia. Il sito, che ha dato il nome all'omonima cultura, mostra le rovine di un insediamento fortificato datato al 2800-1600 a.C. . Sintašta è descritta come "centro fortificato metallurgico e industriale" e l'insieme dei rituali svolti nelle necropoli vicine sono stati associati a quelli dei Proto-indoiranici, in particolare i sacrifici funerari rimandano ai rituali funerari descritti nei Ṛgveda, i libri sacri indiani.
L'insediamento è formato da case rettangolari disposte in un circolo di 140 metri di diametro e circondato da mura in legno con torri e portoni. La fortificazione di Sintašta e dell'analogo sito di Arkaim sono delle novità nella regione delle steppe. In ognuna delle case scavate a Sintašta vi sono evidenze della lavorazione di rame e bronzo, questa intensa attività metallurgica era fuori dalla norma nella regione delle steppe fino ad allora.
Attorno all'insediamento di Sintašta sono state scoperte cinque necropoli, la più estesa delle quali contava quaranta sepolture. In alcune sepolture sono stati rinvenuti i carri da guerra più antichi mai scoperti (si pensa infatti che l'origine del carro da guerra trainato da cavalli sia avvenuta all'interno di questa cultura), in altre sono stati ritrovati i resti di cavalli, fino a otto in una singola sepoltura, e armi in rame e bronzo e oggetti in oro e argento.